# Stos (Beskid Sądecki)
Stos lub Stus – polana w Paśmie Radziejowej, znajdująca się na grzbiecie Niemcowa – Kordowiec. Na grzbiecie tym – kolejno od dołu do góry – jest 5 polan: Kordowiec, Poczekaj, Stos, Niemcowa i Kramarka. Polana Stos znajduje się na wysokości około 790–820 m n.p.m. i należy do miejscowości Młodów w województwie małopolskim, w powiecie nowosądeckim, w gminie Piwniczna-Zdrój.

## Opis polany
Polana Stos zajmuje wschodnie, opadające do doliny Młodowskiego Potoku stoki pod grzbietem Niemcowa–Kordowiec. W miarę rozwoju osadnictwa, gdy pod uprawę roli zajęto już wszystkie nadające się do tego tereny w dolinie rzek, ludzie stopniowo posuwali się coraz wyżej w góry, poprzez wyrąb lub wypalanie uzyskując nowe tereny pod uprawę i pasterstwo. Z początkiem XIX wieku i przed II wojną światową wsie na Podhalu stały się już przeludnione. W górach istniało znacznie więcej niż obecnie polan zajętych pod uprawę roli, Beskidom groziło wręcz wylesienie. Po drugiej wojnie światowej, gdy pojawiły się większe możliwości zarobkowe, młodzi ludzie odpływali do miast. Po 1989 również pasterstwo stało się nieopłacalne. Wskutek trudnych warunków bytowania (w szczególności brak wody i prądu elektrycznego) w ciągu lat powojennych mieszkańcy (lub ich potomkowie) przenieśli się do nowych siedzib położonych w dolinach; proces ten dotyczy też wielu okolicznych zasiedlonych dawniej przysiółków. Opuszczone siedziby uległy od tego czasu zniszczeniu np. w wyniku pożarów, m.in. spowodowanych przez nieostrożnych turystów, chroniących się w nich i rozpalających wewnątrz ogniska.
Opuszczona polana przestała być użytkowana i stopniowo w wyniku naturalnej sukcesji wtórnej zarasta lasem. Z rzadkich roślin występuje tutaj koniczyna pannońska, w Polsce występująca tylko na kilku stanowiskach w Beskidzie Sądeckim. Zaprzestanie koszenia niestety grozi jej wyginięciem. Gatunek ten może bowiem rosnąć tylko na koszonych polanach, inaczej zostaje zagłuszony przez wyższe rośliny, a z czasem przez las.
Ze szlaku wiodącego górnym obrzeżem polany rozciągają się widoki na dolinę Popradu i Pasmo Jaworzyny.

## Piesze szlaki turystyczne
Główny Szlak Beskidzki na odcinku Rytro – Niemcowa – Radziejowa (Główny Szlak Beskidzki). Czas przejścia z Rytra Na Niemcową – 2:30 h.
 Piwniczna – Niemcowa. Czas przejścia 2 h.